# النواحي (اشبيكة)
النواحي هي إحدى مشيخات المملكة المغربية، تتبع جغرافيا لإقليم طانطان وإداريًا لاشبيكة. يقدر عدد سكانها بـ 412 نسمة حسب الإحصاء الرسمي للسكان والسكنى لسنة 2004.